# Krystian Bala
Krystian Bala (1 de janeiro de 1974) é um escritor polaco que se tornou notícia em todo o mundo após a acusação de que seria o assassino que protagoniza um dos seus livros. 
Bala foi condenado à prisão por 25 anos por planejar e cometer o assassinato de Dariusz Janiszewski, dono de uma empresa polaca de pequeno porte, em Wroclaw, em 2000. Por muitos anos a polícia de Wroclaw não conseguiu resolver o assassinato, até que um policial encontrou algumas pistas físicas que ligam o assassinato a Bala. O pior, seriam pistas para a matança que foram encontrados no primeiro romance de Bala, escrito em 2003, Amok ("o Arrebatamento" em português ), publicado alguns anos após a morte de Janiszewski.  Era como se Bala tivesse escrito uma versão "fictícia" do assassinato da vida real em seu romance, utilizando somente informações que o assassino poderia saber.   o caso chamou a ampla cobertura da mídia na Polônia e resultou em aumento de vendas do romance.  Em 2007, enquanto Bala estava na prisão, um tribunal de apelações ordenou um novo julgamento do caso.   Em dezembro de 2008, Bala passou por um novo julgamento onde foi novamente considerado culpado e continuou a servir sua sentença de 25 anos. 
Bala está trabalhando em um segundo livro provisoriamente intitulado de "lirismo". O relatório de evidências da polícia encontrou em seu computador planos de matar uma nova vítima, para combinar com seu segundo romance. 
O caso foi objecto de um artigo investigativo por David Grann em 2008, na revista New Yorker, chamado de "True Crime". Mais tarde publicado como O Diabo e Sherlock Holmes: Contos de loucura, assassinato e obsessão (2010).  Em 2010, o artigo de Grann foi mencionado para ser transformado em um filme pela Focus Films. 